# Georges de Bytom
Georges de Bytom (polonais : Jerzy bytomski; né 1300 - † vers 1327), fut duc de Bytom depuis 1316 jusqu'à sa mort conjointement avec ses frères et corégents.

## Éléments de biographie
Georges est le 4e fils du duc Casimir de Bytom et de son épouse Hélène. On possède peu d'information sur la vie de Georges. Après la mort de son père en 1312, il demeure au côté de son frère ainé Ladislas de Bytom, formellement comme son corégent. Le 19 février 1327 à Opava, Georges et ses frères Ladislas et Siemovit rendent l'Hommage féodal au roi de Bohême Jean Ier de Luxembourg. C'est la seule indication connue sur l'existence de Georges; il meurt probablement peu après cette date. Il ne se marie pas et ne laisse pas de descendant. Le lieu de son inhumation est inconnu.